# 昂特拉 (热尔省)

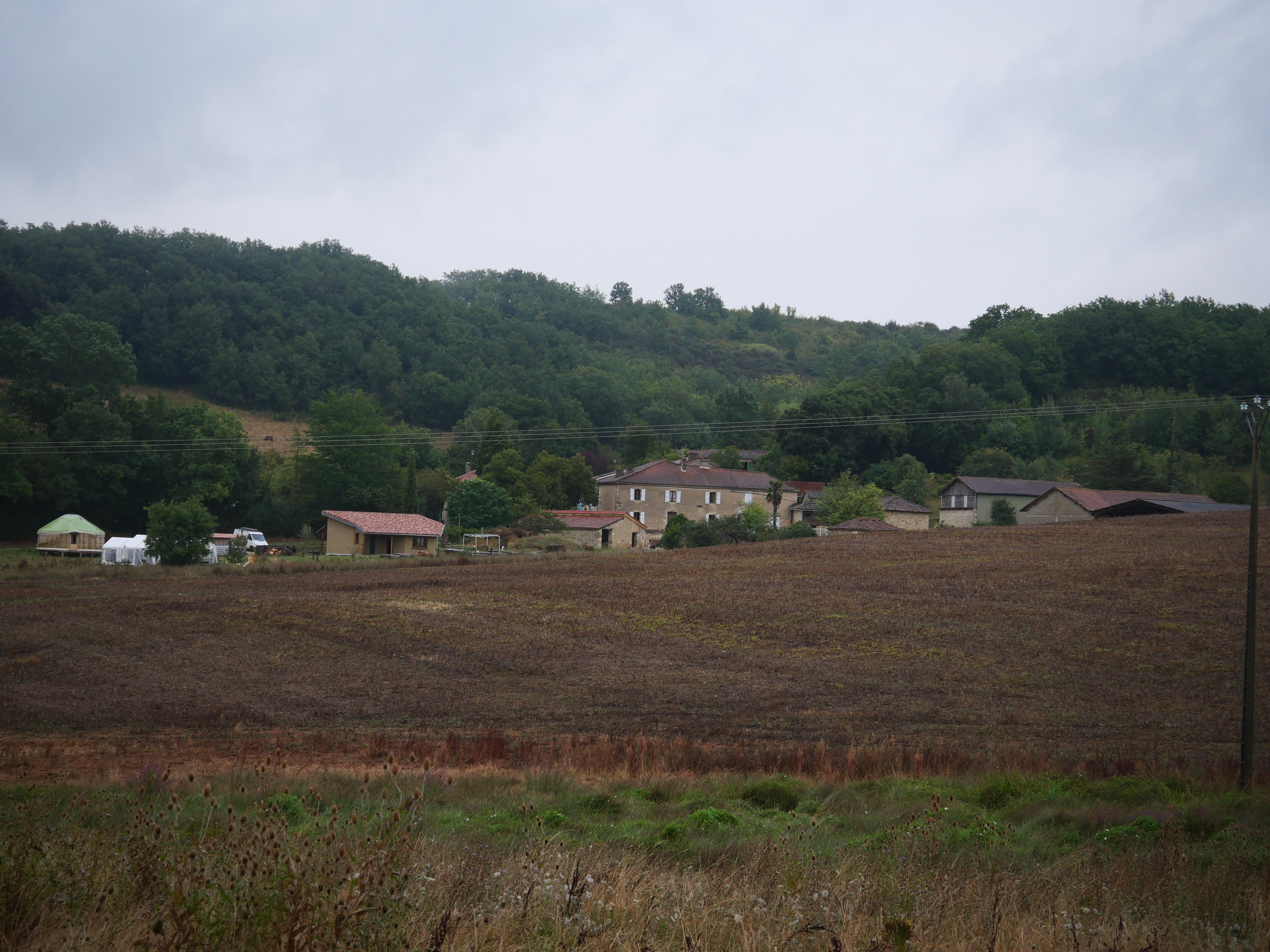
昂特拉

昂特拉（法語：Antras）是法国热尔省的一个市镇，属于奥克区（Auch）热甘县（Jegun）。该市镇总面积6.59平方公里，2009年时的人口为59人。

## 人口
昂特拉人口变化图示